# Српска православна црква у Баноштору
Српска православна црква у Баноштору, у општини Беочин, подигнута је у првој половини 19. века и представља споменик културе од великог значаја.
Црква је посвећена Светом Георгију као једнобродна грађевина са правоугаоним певницама и несразмерно ниским звоником на западној страни. Иконостас који има одлике класицизма је резбарио 1833. године Максим Лазаревић, а Константин Пантелић га је осликао 1836. године, као и део зидног живописа. На Богородичином трону са иконом Богородице са Христом налази се запис у барокној картуши из 1781. године који помиње сликара Григорија (Давидовић Опшић) из Чалме и наручиоца Арсенија IV. Најстарији предмети су два певничка стола, као и мали шестоугаони сто из прве половине 18. века. Запис у два реда о настанку столова почиње на северној, а завршава се на јужној певници годином 1749. године и именом аутора Хаџи-Силвестра Поповића, јеромонаха манастира Раковца, књижевника и путописца, значајне личности наше културне историје.